# 760 (szám)
A 760 (római számmal: DCCLX) egy természetes szám, középpontos háromszögszám.

## A szám a matematikában
A tízes számrendszerbeli 760-as a kettes számrendszerben 1011111000, a nyolcas számrendszerben 1370, a tizenhatos számrendszerben 2F8 alakban írható fel.
A 760 páros szám, összetett szám, kanonikus alakban a 23 · 51 · 191 szorzattal, normálalakban a 7,6 · 102 szorzattal írható fel. Tizenhat osztója van a természetes számok halmazán, ezek növekvő sorrendben: 1, 2, 4, 5, 8, 10, 19, 20, 38, 40, 76, 95, 152, 190, 380 és 760.
A 760 négyzete 577 600, köbe 438 976 000, négyzetgyöke 27,56810, köbgyöke 9,12581, reciproka 0,0013158. A 760 egység sugarú kör kerülete 4775,22083 egység, területe 1 814 583,917 területegység; a 760 egység sugarú gömb térfogata 1 838 778 368,9 térfogategység.